# Pinar del Río
Pinar del Río – miasto w zachodniej Kubie, stolica prowincji Pinar del Río. Według danych z 2010 r. miasto liczyło ok. 160 tys. mieszkańców.
W mieście rozwinął się przemysł tytoniowy, chemiczny, meblarski, odzieżowy oraz obuwniczy. W mieście znajduje się również port lotniczy.